# Gmina Obrazów
Die Gmina Obrazów ist eine Landgemeinde im Powiat Sandomierski der Woiwodschaft Heiligkreuz in Polen. Ihr Sitz ist das gleichnamige Dorf.

## Gliederung
Zur Landgemeinde (gmina wiejska) Obrazów gehören folgende Ortsteile mit einem Schulzenamt:
Bilcza
Chwałki
Dębiany
Głazów
Jugoszów
Kleczanów
Komorna
Lenarczyce
Malice
Obrazów
Piekary
Rożki
Sucharzów
ŚwiątnikiŚwięcica
Wierzbiny
Węgrce Panieńskie
Zdanów
Żurawica
Weitere Orte der Gemeinde sind Kolonia, Kolonia Piekary, Zdanów (osada) und Zdanów-Kolonia.